# Nina Otkalenko
Nina Grigorjevna Pletnjova-Otkalenko (rusko Татьяна Петровна Провидохина-Федоренко), ruska atletinja, * 23. maj 1928, Kurska oblast, Sovjetska zveza, † 13. maj 2015, Moskva, Rusija.
Ni nastopila na poletnih olimpijskih igrah. Leta 1954 je osvojila naslov evropske prvakinje v teku na 800 m. Petkrat zapored je postavila svetovni rekord v teku na 800 m, ki ga je držala med letoma 1951 in 1960.